# پل-آلن بولیو
پل-آلن بولیو (به فرانسوی: Paul-Alain Beaulieu) آشوری‌شناس کانادایی، استاد تمدن‌شناس خاورمیانه و خاورنزدیک در دانشگاه تورنتو است. 
او کارشناسی ارشدش را در سال 1980 از دانشگاه مونترآل گرفت. سپس دکترایش را در سال 1985 از دانشگاه ییل گرفت. او استادیار و سپس دانشیار دانشگاه هاروارد بود تا اینکه به عضویت هیئت علمی دانشگاه تورنتو درآمد. 

## آثار
- L'introduction du cheval et du char de guerre au Proche-Orient au IIe millénaire av. J.C. (Masters thesis, Université de Montréal, 1980).
- The Reign of Nabonidus, King of Babylon, 556–539 B.C.
- Late Babylonian Texts in the Nies Babylonian Collection, Vol. 1 (CDL Press, 1994, شابک ‎۹۷۸−۱−۸۸۳۰۵۳−۰۴−۸).
- Legal and Administrative Texts from the Reign of Nabonidus (Yale oriental series: Babylonian texts 19, Yale University Press, 2000, شابک ‎۹۷۸−۰−۳۰۰−۰۵۷۷۰−۶).
- The Pantheon of Uruk During the Neo-Babylonian Period (Cuneiform Monographs 23, Leiden & Boston: Brill/Styx, 2003, شابک ‎۹۷۸−۹۰−۰۴−۱۳۰۲۴−۱).
- A History of Babylon (John Wiley & Sons, 2011, شابک ‎۹۷۸−۱−۴۰۵۱−۸۸۹۸−۲).
- The Cuneiform Uranology Texts (Paul-Alain Beaulieu, Eckart Frahm, Wayne Horowitz and John Steele). Transactions of the American Philosophical Society. Published By: American Philosophical Society 2018 [۱]

## منبع
ویکی پدیای انگلیسی